# 名鉄協商
名鉄協商株式会社（めいてつきょうしょう、英: Meitetsu Kyosho Co., Ltd.）は、愛知県や岐阜県を中心にコインパーク等の駐車場事業をはじめ、商品販売、カーリース、カーシェア、バイクシェア、EC販売、ベーカリーなど各種事業を展開する名鉄グループの企業。名古屋鉄道の子会社である。
1971年（昭和46年）創業。コーポレートスローガンは、MOVE！Meitetsu　Kyosho

## 概要
名古屋鉄道の駅周辺を中心に駐車場を多く構えるが、JR東海や名古屋市営地下鉄など、名鉄以外の駅周辺にも名鉄協商の駐車場は存在する。
2024年4月現在、東海三県をはじめ、千葉県・埼玉県・東京都・神奈川県・静岡県・長野県・石川県・富山県・福井県・滋賀県・和歌山県・奈良県・京都府・大阪府・兵庫県・香川県・愛媛県・福岡県・熊本県・鹿児島県に駐車場事業を展開している。

### 事業所
- 名古屋第１オフィス（本社：住友生命名古屋ビル）
- 名古屋第２オフィス（名古屋三井ビル北館）
- 関東支社
- 関西支社
- 岐阜支店
- 北陸支店
- 静岡支店
- 東糀谷オフィス（ベーカリー事業部）

## 沿革
- 1967年（昭和42年）2月24日 - 「ニッポンレンタカー中部株式会社」として設立[3]。
- 1976年（昭和51年）8月31日 - 「名鉄協商株式会社」に商号を変更[3]。同年9月9日、レンタカー事業部門を子会社として分離独立しニッポンレンタカー中部株式会社（現・ニッポンレンタカー名鉄株式会社）を設立。
- 1979年（昭和54年）4月 - 株式会社名鉄カーペンター（のち名鉄ホームセンター）が名鉄協商グループとなる[3]。
- 1987年（昭和62年）
  - 4月 - 株式会社名鉄コンピュータサービス（現・メイテツコム）と名鉄OA株式会社を設立[3]。
  - 12月21日 - 株式会社名鉄AUTOを設立[3]。
- 1994年（平成6年）6月 - 株式会社菱和東海を設立[3]。
- 2000年（平成12年）10月 - 子会社の株式会社菱和東海を清算[3]。
- 2005年（平成17年）2月 - 子会社である株式会社名鉄ホームセンターを清算[3][5]。
- 2006年（平成18年）7月 - 子会社の名鉄OA株式会社を吸収合併[3]。
- 2008年（平成20年）10月 - 株式会社ケイビーエスオート（旧・岐阜バス自動車販売株式会社）[注 1]の株式を取得[3]。
- 2009年（平成21年）11月9日 - カーシェアリング事業に参入。「名鉄協商カーシェア カリテコ」のサービスを開始[3]。
- 2015年（平成27年）
  - 5月1日 - 名鉄協商パーキングサービス株式会社を設立[3]。
  - 7月1日 - 子会社の株式会社名鉄AUTOが同じく子会社の株式会社ケイビーエスオートを吸収合併[6]。
- 2017年（平成29年）6月20日 - FC岐阜（J3※2024年シーズン）へのスポンサードを開始
- 2017年（平成29年）11月30日 - 株式会社バイク王&カンパニーが駐車場運営事業を会社分割により新設会社のパーク王株式会社（現・名鉄協商パーキング株式会社）に承継させのち、新設会社の全株式を取得し子会社化[7][8]。
- 2017年（平成29年）3月1日 - 名古屋市営金城ふ頭駐車場（収容台数5,010台）の受託営業開始
- 2018年（平成30年）
  - 4月1日 - 子会社の名鉄協商パーキング株式会社を吸収合併[9]。
  - 8月1日 - 株式会社セイガンが会社分割し、駐車場事業を継承させた新設会社の全株式を取得し子会社化（現・名鉄協商パーキングWEST株式会社）[10]。
- 2019年（平成31年）4月1日 - 子会社の名鉄協商パーキングWEST株式会社を吸収合併[11]
- 2019年（平成31年）5月22日 - シェアサイクル事業に参入。「カリテコバイク」のサービスを開始
- 2021年（令和3年）7月10日 - ベーカリー事業に参入。ゴントランシェリエ東京青山店　オープン（初出店）
- 2022年（令和4年）10月4日 - ゴントランシェリエ新宿店（新宿西口ハルク内）オープン　※（令和6年）11月30日閉店
- 2023年（令和5年）4月25日 - ゴントランシェリエ目黒店（アトレ目黒１内）オープン
- 2025年（令和7年）5月23日‐ゴントランシェリエmini自由が丘店（エトモ自由が丘内）オープン

### 連結子会社
- 名鉄AUTO[1] - BMW JAPANの正規ディーラー。
- 名鉄協商パーキングサービス株式会社[1]